# Ángeles Caso
Ángeles Caso (Gijón, 16 luglio 1959) è una scrittrice spagnola.

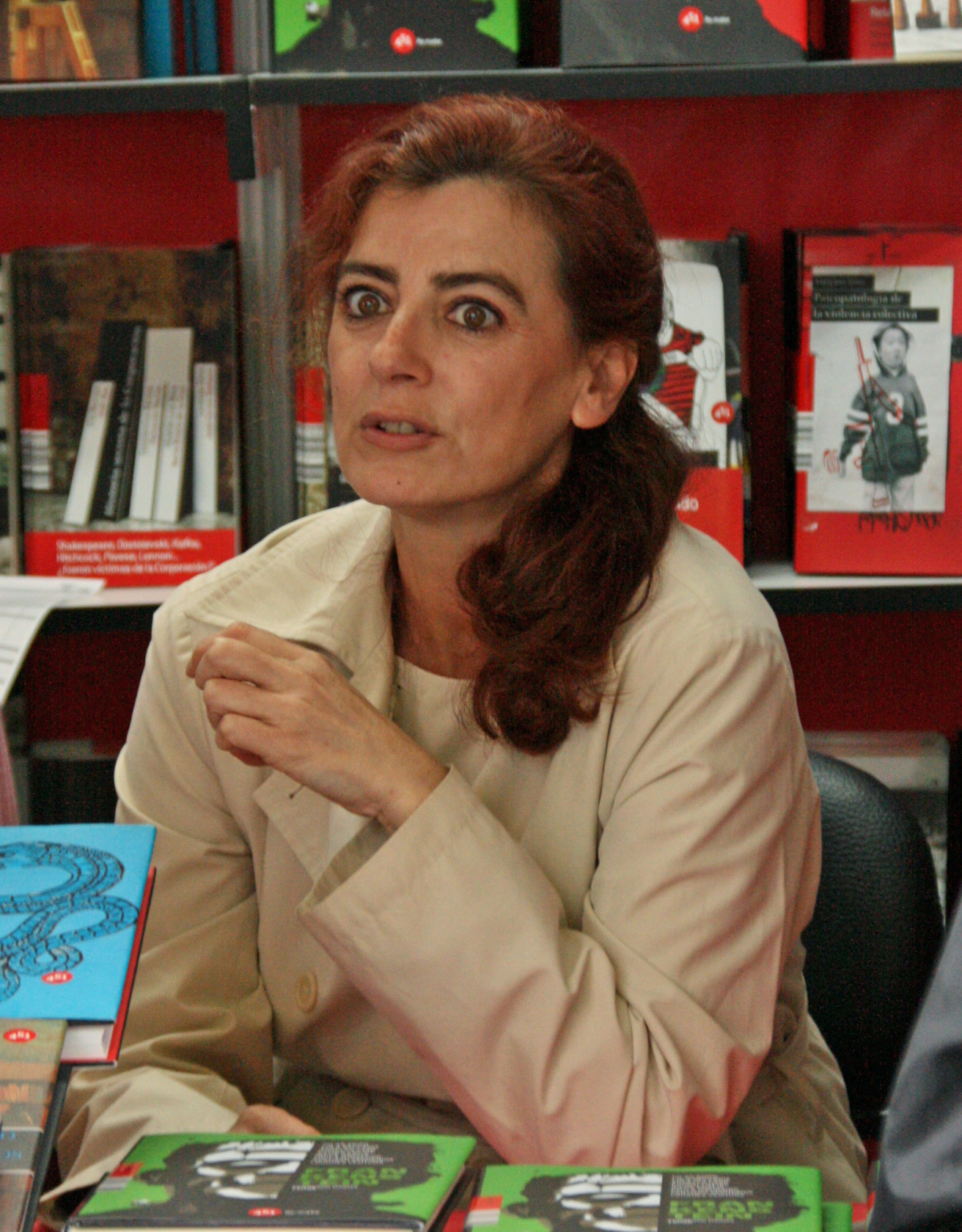
Feria del Libro de Madrid, 31/05/2008

Suo padre, José Miguel Caso González, è stato professore e rettore dell'Università di Oviedo.
Ha studiato Geografia e Storia, ma ha lavorato come giornalista (Panorama regional, Fundación Príncipe de Asturias, Instituto Feijoo de Estudios del siglo XVIII (Universidad de Oviedo), Televisión Española, Cadena SER, Radio Nacional de España…

## Premi

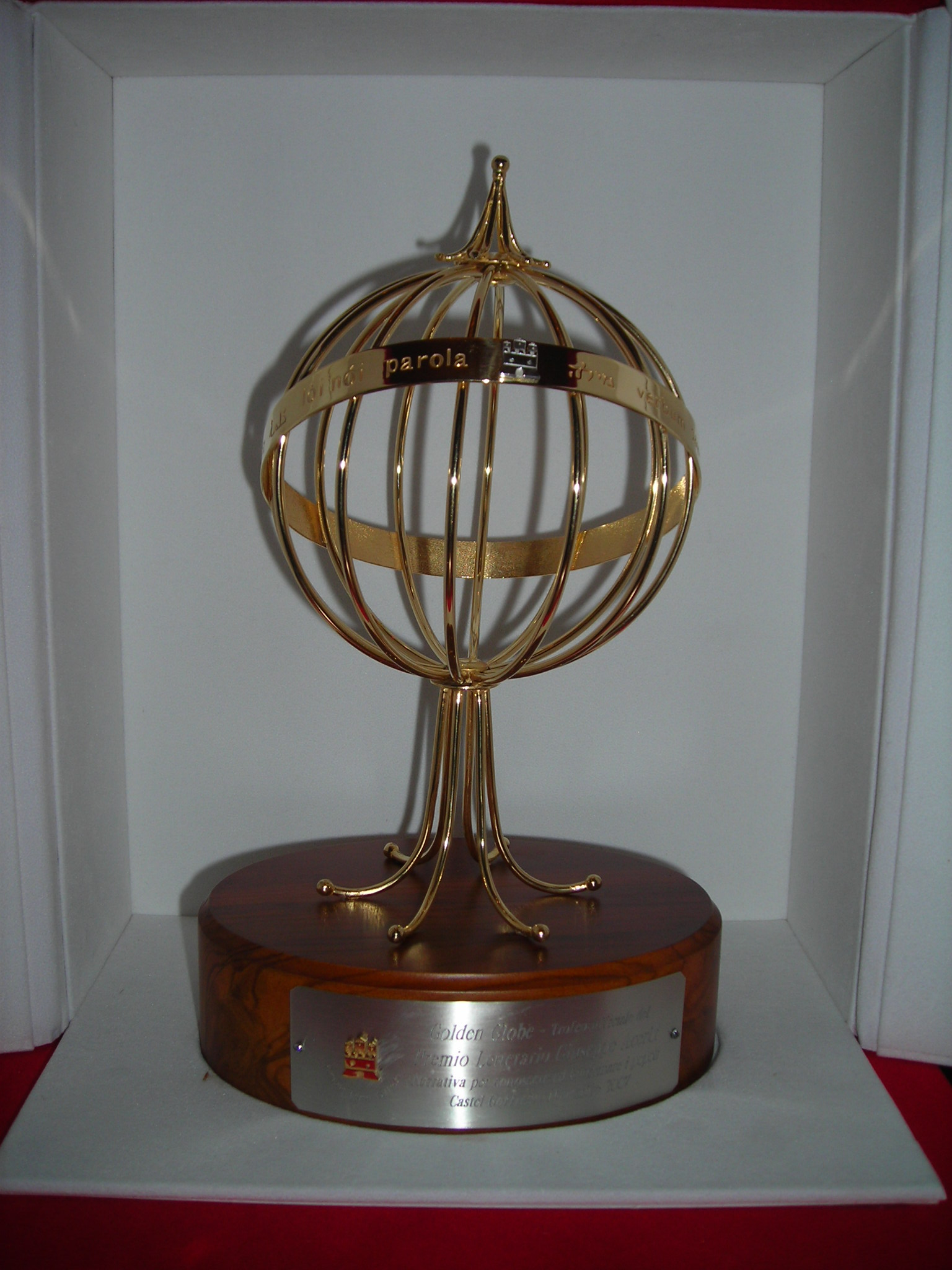
Premio letterario Giuseppe Acerbi.

- Finalista Premio Planeta, El peso de las sombras, 1994.
- Premio Fernando Lara de Novela, Un largo silencio, 2000.
- Premio Planeta, Contra el viento, 2009.[1]
- Premio letterario Giuseppe Acerbi, Controvento, 2012.[2]

## Filmografia
- Telediario, TVE (1985-1986)
- La Tarde, TVE (1985-1986)
- Deseo (di Gerardo Vera, sceneggiatura) (2002)

## Opere
- Asturias desde la noche. 1988. Guía.
- Elisabeth, emperatriz de Austria-Hungría o el hada. 1993.
- El peso de las sombras. 1994. Finalista XLIII Premio Planeta 1994.
- El inmortal. 1996, nella raccolta: Érase una vez la paz.
- El mundo visto desde el cielo. 1997.
- El resto de la vida. 1998.
- El verano de Lucky. 1999.
- La trompa de los monos. 1999, nella raccolta: Mujeres al alba
- La alegría de vivir. 1999, nella raccolta: Hijas y padres
- Un largo silencio. 2000. V Premio Fernando Lara de novela.
- Giuseppe Verdi, la intensa vida de un genio. 2001. Biografia di Giuseppe Verdi.
- Las olvidadas, una historia de mujeres creadoras. 2005.
- Contra el viento. 2009. LVIII Premio Planeta 2009; pubblicato in Italia da Marcos y Marcos con il titolo Controvento 2010.
- Donde se alzan los tronos. 2012. Casa editrice Planeta.
- 'Rahima Begum'. 2013. Biografia. Casa editrice Pictorama.